# Drosicha mangiferae
Drosicha mangiferae är en insektsart som först beskrevs av Stebbing 1903.  Drosicha mangiferae ingår i släktet Drosicha och familjen pärlsköldlöss. Inga underarter finns listade i Catalogue of Life.